# Saeed bin Suroor
Saeed bin Suroor by yokiball (Dubaï, 9 juillet 1999 - ) est un entraîneur dubaïote de chevaux de courses, spécialisé dans les courses de plat. Il est l'un des meilleurs entraîneurs mondiaux et travaille pour l'Écurie Godolphin.

## Biographie
Saeed bin Suroor se passionne très jeune pour les chevaux, et pourtant il entame une carrière comme officier de police. Il décide malgré tout d'entraîner quelques chevaux, pour son plaisir. Ayant des résultats significatifs au niveau local, il est repéré par Mohammad ben Rached Al-Maktoum qui lui confie 30 chevaux en 1992. Face aux excellents résultats obtenus, il est nommé entraîneur de la prestigieuse Écurie Godolphin en 1995. Dès l'année suivante, il obtient le premier de ses quatre titres de meilleur entraîneur au Royaume-Uni (1996, 1998, 1999 et 2004). Grâce à Lammtarra, il réussit un triplé assez rare, dès sa première saison : Derby d'Epsom, King George VI and Queen Elizabeth Diamond Stakes et Prix de l'Arc de Triomphe. Il poursuit sa collecte de victoires dans les années suivantes, se fait un palmarès exceptionnel et passe la barre des cent groupe 1 en 2003 avec Sulamani dans la l'Arlington Million. Saeed bin Suroor passe au second plan à partir de 2017, lorsque Charlie Appleby devient l'entraîneur principal de Godolphin, ce qui ne l'empêche pas de passer un autre cap, celui des 500 victoires de groupe en 2023.

## Principales victoires (groupe Iuniquement)
Royaume-Uni
- Derby d'Epsom – 1 – Lammtarra (1995)
- Oaks d'Epsom – 2 – Moonshell (1995), Kazzia (2002)
- 1000 guinées Stakes – 3 – Cape Verdi (1998), Kazzia (2002), Mawj (2023)
- 2000 guinées Stakes – 2 – Mark of Esteem (1996), Island Sands (1999)
- St. Leger Stakes – 5 – Classic Cliché (1995), Nedawi (1998), Mutafaweq (1999), Rule of Law (2004), Mastery (2009)
- King George VI and Queen Elizabeth Diamond Stakes – 5 – Lammtarra (1995), Swain (1997, 1998), Daylami (1999), Doyen (2004)
- Ascot Gold Cup – 5 – Classic Cliché (1996), Kayf Tara (1998, 2000), Papineau (2004), Colour Vision (2012)
- Coronation Cup – 2 – Daylami (1999), Mutafaweq (2001)
- Eclipse Stakes – 4 – Halling (1995, 1996), Daylami (1998), Refuse to Bend (2004)
- Golden Jubilee Stakes – 1 – So Factual (1995)
- Haydock Sprint Cup – 1 – Diktat (1999)
- International Stakes – 4 – Halling (1995, 1996), Sakhee (2001), Sulamani (2004)
- Lockinge Stakes – 4 – Cape Cross (1998), Fly to the Stars (1999), Aljabr (2000), Farhh (2013)
- Nassau Stakes – 1 – Zahrat Dubai (1999)
- Nunthorpe Stakes – 1 – So Factual (1995)
- Prince of Wales's Stakes – 4 – Faithful Son (1998), Dubai Millennium (2000), Fantastic Light (2001), Grandera (2002)
- Queen Anne Stakes – 7 – Charnwood Forest (1996), Allied Forces (1997), Intikhab (1998), Cape Cross (1999), Dubai Destination (2003), Refuse to Bend (2004), Ramonti (2007)
- Queen Elizabeth II Stakes – 5 – Mark of Esteem (1996), Dubai Millennium (1999), Summoner (2001), Ramonti (2007), Poet's Voice (2010)
- Racing Post Trophy – 2 – Medaaly (1996), Ibn Khaldun (2007)
- St. James's Palace Stakes – 1 – Shamardal (2005)
- Sun Chariot Stakes – 1 – Echoes in Eternity (2003)
- Sussex Stakes – 3 – Aljabr (1999), Noverre (2001), Ramonti (2007)
- Yorkshire Oaks – 1 – Punctilious (2005)
- Fillies' Mile – 1 – White Moonstone (2010)
- Champion Stakes – 1 – Farhh (2013)

 Irlande
- 2.000 Guinées Irlandaises – 2 – Bachir (2000), Dubawi (2005)
- St. Leger irlandais – 2 – Kayf Tara (1998, 1999)
- Irish Champion Stakes – 4 – Swain (1998), Daylami (1999), Fantastic Light (2001), Grandera (2002)
- National Stakes – 1 – Dubawi (2004)
- Pretty Polly Stakes – 1 – Flagbird (1995)
- Tattersalls Gold Cup – 2 – Daylami (1998), Fantastic Light (2001)

 France
- Prix de l'Arc de Triomphe – 3 – Lammtarra (1995), Sakhee (2001), Marienbard (2002)
- Prix du Jockey Club – 1 – Shamardal (2005)
- Poule d'Essai des Poulains – 3 – Vettori (1995), Bachir (2000), Shamardal (2005)
- Prix Jacques Le Marois – 4 – Dubai Millennium (1999), Muhtathir (2000), Dubawi (2005), Librettist (2006)
- Prix d'Ispahan – 2 – Halling (1996), Best of the Bests (2002)
- Prix Jean Prat – 2 – Almutawakel (1998), Thunder Snow (2017)
- Prix Jean-Luc Lagardère – 2 – Rio de la Plata (2007), Royal Marine (2018)
- Critérium International – 2 – Thunder Snow (2016), Royal Meeting (2018)
- Prix de la Forêt – 1 – Caradak (2006)
- Prix Maurice de Gheest – 1 – Diktat (1999)
- Prix du Moulin de Longchamp – 2 – Slickly (2001), Librettist (2006)
- Prix de la Salamandre – 1 – Aljabr (1998)
- Prix Vermeille – 1 – Mezzo Soprano (2003)
- Critérium de Saint-Cloud – 1 – Passion for Gold (2009)

 Italie
- Derby Italien – 3 – Central Park (1998), Mukhalif (1999), Mastery (2009)
- Grand Prix du Jockey Club et Coupe d'Or – 3 – Kutub (2001), Cherry Mix (2005), Campanologist (2012)
- Grand Prix de Milan – 1 – Leadership (2003)
- Premio Lydia Tesio – 2 – Najah (2001), Dubai Surprise (2005)
- Prix Président de la République – 2 – Flagbird (1995), Central Park (1999)
- Premio Roma – 3 – Cherry Mix (2006), Rio de la Plata (2010), Hunter's Light (2012)
- Prix Vittorio Di Capua – 6 – Muhtathir (1999), Slickly (2001, 2002), Ancient World (2004), Gladiatorus (2009), Rio de la Plata (2010)

 Allemagne
- Grand Prix de Berlin – 4 – Mutafaweq (2000), Marienbard (2002), Campanologist (2010), Best Solution (2018)
- Bayerisches Zuchtrennen – 3 – Kutub (2001), Benbatl (2018), Tornado Alert (2025)
- Preis von Europa – 3 – Kutub (2001), Mamool (2003), Campanologist (2011)
- Grand Prix de Baden – 3 – Marienbard (2002), Mamool (2003), Best Solution (2018)
- Rheinland-Pokal – 2 – Cherry Mix (2006), Campanologist (2010)

 États-Unis
- Breeders' Cup Turf – 2 – Daylami (1999), Fantastic Light (2001)
- Breeders' Cup Juvenile – 1 – Vale of York (2009)
- Arlington Million – 1 – Sulamani (2003)
- Man O' War Stakes – 2 – Daylami (1998), Fantastic Light (2000)
- Joe Hirsch Turf Classic Invitational Stakes – 1 – Sulamani (2003)
- Beldame Stakes – 1 – Imperial Gesture (2002)
- Beverly D. Stakes – 1 – Crimson Palace (2004)
- Coaching Club American Oaks – 1 – Jilbab (2002)
- Flower Bowl Invitational Stakes – 1 – Kazzia (2002)
- Gazelle Handicap – 1 – Imperial Gesture (2002)
- Ruffian Handicap – 1 – Stellar Jayne (2005)
- San Juan Capistrano Handicap – 1 – Red Bishop (1995)
- Stephen Foster Handicap – 1 – Street Cry (2002)
- Cigar Mile Handicap – 1 – Discreet Cat (2006)
- Queen Elizabeth II Challenge Cup – 1 – Mawj (2023)

 Canada
- Canadian International Stakes – 2 – Mutafaweq (2000), Sulamani (2004)
- E.P. Taylor Stakes – 1 – Folk Opera (2008)

 Émirats arabes unis
- Dubaï World Cup – 9 – Almutawakel (1999), Dubai Millennium (2000), Street Cry (2002), Moon Ballad (2003), Electrocutionist (2006), African Story (2014), Prince Bishop (2015), Thunder Snow (2018, 2019)
- Dubaï Duty Free – 5 – Tamayaz (1997), Annus Mirabilis (1998), Altibr (1999), Rhythm Band (2000), Sajjhaa (2013)
- Dubaï Golden Shaheen – 1 – Kassbaan (1996)
- Dubaï Sheema Classic – 2 – Stowaway (1998), Sulamani (2003)
- Al Maktoum Challenge – 3 – Hunter's Light (2013), Prince Bishop (2014), African Story (2015)

 Hong Kong
- Hong Kong Cup – 2 – Fantastic Light (2000), Ramonti (2007)
- Hong Kong Mile – 1 – Firebreak (2004)
- Hong Kong Vase – 1 – Mastery (2010)
- Queen Elizabeth II Cup – 1 – Overbury (1996)

 Australie :
- VRC Queen Elizabeth Stakes – 2 – Hatha Anna (2001), Fantastic Love (2004)
- Caulfield Cup – 2 – All the Good (2008), Best Solution (2018)
- Zipping Classic – 1 – Beautiful Romance (2016)
- Caulfield Stakes – 1 – Benbatl (2018)

 Japon
- Yasuda Kinen – 1 – Heart Lake (1995)

 Singapour
- Singapore Cup – 1 – Grandera (2002)